# مرد شیری
Löwenmensch مجسمه که شیر مرد یا شیر انسان Hohlenstein-Stadel نیز نامیده می شود. یک مجسمه عاج ماقبل تاریخ است که در هولشتاین اشنایدر ، یک غار آلمانی در سال 1939 کشف شد.

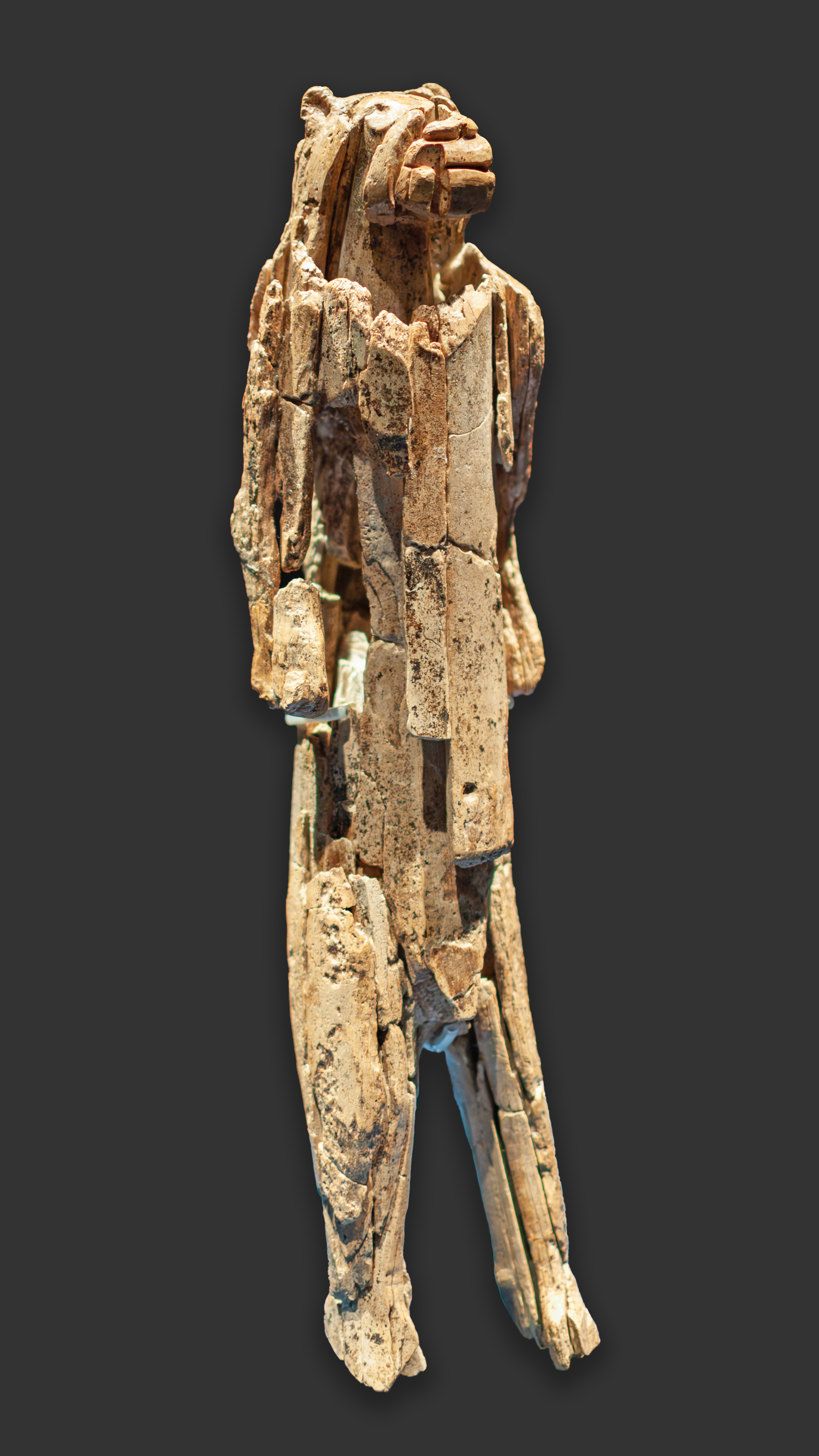
مجسمه مرد شیری پس از بازسازی در سال 2013

با تاریخ گذاری کربن لایه ای که در آن یافت شد بین 35000 تا 40000 تعیین شد.این تندیس یکی از قدیمی‌ترین نمونه‌های شناخته‌شده و یکی از قدیمی‌ترین مجسمه‌هایی است که تا کنون کشف شده است. مجسمه شناخته شده به شکل حیوانات ( زومورفیک )  است.
قدمت این تندیس برمی‌گردد به فرهنگ باستان شناسی اوریگناسی در پارینه سنگی فوقانی.
هفت خط موازی وعرضی در بازوی چپ حکاکی شده است.

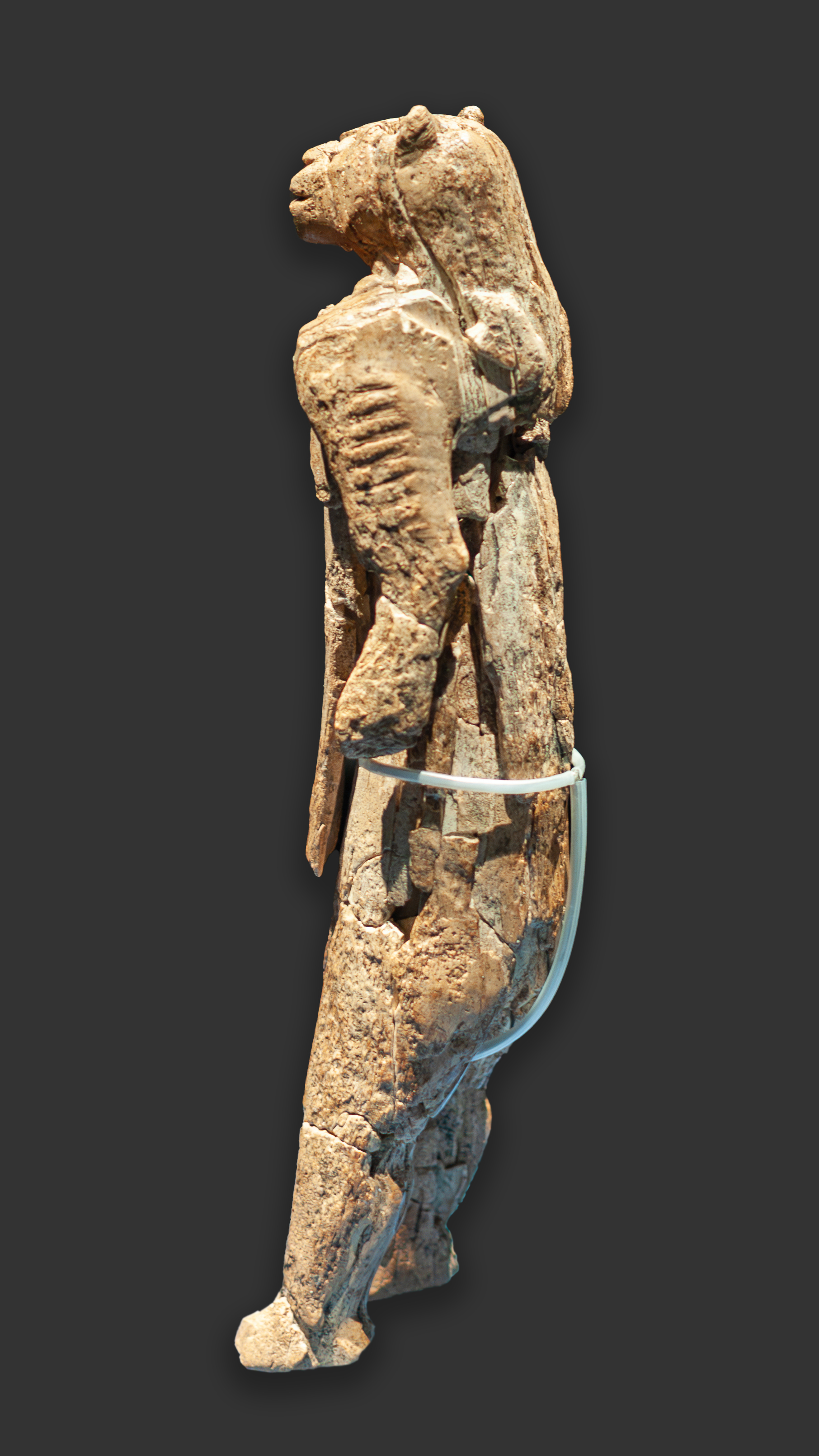
نمای جانبی که گوژهای عرضی روی بازوی چپ را نشان می دهد

## تفسیر
برخی از محققان ویژگی های جنسی را به شی نسبت داده اند. در ابتدا، این مجسمه توسط هان به عنوان مرد طبقه بندی شد که پیشنهاد کرد صفحه روی شکم می تواند آلت تناسلی شل باشد. اشمید بعداً این ویژگی را به عنوان مثلث شرمگاهی طبقه بندی کرد. با این حال، از بررسی بخش های جدید مجسمه، او پیشنهاد کرد که مجسمه زنی با سر Höhlenlöwin ( شیر غار اروپایی ماده). شیرهای نر غار اروپایی اغلب فاقد یال های متمایز بودند، بنابراین فقدان یال نمی توانست به طور قطعی تعیین کند که این مجسمه متعلق به یک شیر است، و بحثی در مورد جنسیت آن در میان برخی از شرکت کنندگان در تحقیق و مطبوعات رایج درگرفت. کورت وهربرگر، از موزه اولم ، اظهار داشت که این مجسمه به "نماد جنبش فمینیستی" تبدیل شده است.

## ساخت
کنده کاری مجسمه از عاج ماموت می‌باشد.
1. ↑  
"14C dating - The age of the lion man". loewenmensch.de (به آلمانی). Museum Ulm.
2. 1 2  
Schulz, Matthias (5 December 2011). "Puzzle im Schutt". Der Spiegel. Hamburg, DE.
3. ↑  
Duckeck, Jochen (2008-12-10). "Der Löwenmensch". showcaves.com. Darlegen Archäologie [Explain Archaeology] (به آلمانی) (German ed.). Archived from the original on 2009-05-21. Retrieved 2009-05-17. Joachim Hahn hatte die Figur als männlich betrachtet. Elisabeth Schmid kam zu dem Schluß, dass es sich um die Figur einer Frau mit dem Kopf einer Höhlenlöwin handele.
4. ↑  
Duckeck, Jochen (2008-12-10). "Lionheaded figurine". showcaves.com. explain Archaeology (به انگلیسی) (English ed.). Retrieved 2009-05-17.